# Buchlyvie
Buchlyvie ist ein Dorf in Stirling in Schottland. Es liegt 24 km westlich von Stirling an der A811, die der Militärstraße aus dem achtzehnten Jahrhundert folgt. Nach dem Zensus aus dem Jahr 2011 hatte das Dorf 519 Einwohner. Es ist eine der 42 Community Council Areas von Stirling.

## Geschichte
Buchlyvie wurde der Burgh of Barony 1672 verliehen. Im achtzehnten Jahrhundert konnte die Bergbausiedlung von zwei Bahnlinien erreicht werden. Buchlyvie lag am Kreuzungspunkt der Forth and Clyde Junction Railway, die Stirling und Balloch verband und der Strathendrick and Aberfoyle Railway vom südlich gelegenen Glasgow nach Aberfoyle. Die Personenbeförderung wurde 1951 eingestellt und die Bahnstrecke 1959 stillgelegt.

## Bildung
Buchlyvie liegt im Einzugsgebiet der High School in Balfron. Die örtliche Grundschule liegt an der Bahnhofsstraße in Buchlyvie.

## Sport
Das Dorf besitzt mit Buchlyvie United ein Fußballteam, das in der Forth and Endrick Welfare League spielt, und in der Liga seit ihrer Gründung 1910 spielt. Das lokale Rugbyteam Strathendrick RFC trägt seine Spiele im Stadion von Fintry aus.